# Pentti Saaritsa
Pentti Saaritsa (Helsinki, 29 de diciembre de 1941-Helsinki, 9 de abril de 2024) fue un poeta y traductor finlandés. Ha publicado varias colecciones de poesía y traducciones, principalmente del español y sueco.  

## Biografía
Saaritsa nació en la época en que Finlandia se debatía en una guerra cruenta, para asegurar su existencia como nación. Poeta, traductor y cronista es uno de los poetas más connotados de la generación cosmopolita e innovadora de la lengua finesa. En su juventud viajó mucho por Europa, especialmente por España, donde trabó amistad con los poetas más venturosos del mundo hispanohablante de la época, Pablo Neruda, Octavio Paz, Rafael Alberti, fueron algunos de esos monstruos que rozó en su mudanza. 
Saaritsa es un músico y melómano de excelencia que combina sus experiencias polifónicos con la poesía y con los poetas que elige traducir a su lengua de cuna transurálica.
Pakenevat merkit (Símbolos Huidizos) fue su primera colección de poemas, editada en 1965. Desde allí el autor ha publicado alrededor de veinte libros más- Una de sus obras más recientes es: Yön soiva osa (El Fragmento Sonoro de la noche) que apareció a la luz pública en el 2001. Saaritsa ha hecho además un sinnúmero de traducciones, especialmente de poesía latinoamericana y española, entre las que se destacan parte de la obra de Pablo Neruda, de Federico García Lorca y de Octavio Paz.. Al español ha sido traducido por el poeta chileno, Sergio Badilla Castillo y por el traductor español, Francisco Uriz.

## Obras
- Poemas de otoño .(Syksyn runot). Helsinki, 1973. ISBN 951-26-0823-5 .
- Tritone . (Tritonus).Helsinki,  1976. ISBN 951-26-1238-0 .
- La novena ola .(Yhdeksäs aalto) Helsinki,  1977. ISBN 951-26-1406-5 .
- El disfrute de la sal . (Nautinnon suola)  Helsinki, 1978. ISBN 951-26-1516-9 .
- No veo a ninguno .(Mitä näenkään). Helsinki, 1979. ISBN 951-26-1771-4 .
- La puerta y el camino .(Ovi ja tie). Helsinki, 1981. ISBN 951-26-2075-8 .
- Marcha atrás . (Takaisin lentoon). Helsinki 1982. ISBN 951-26-2333-1 .
- La diferencia entre el cielo y la tierra .(Taivaan ja maan ero). Porvoo, Helsinki, Juva: WSOY, 1985. ISBN 951-0-13313-2 .
- El mundo es más pobre . (Maailmaa köyhempi) Porvoo, Helsinki, Juva:. WSOY, 1988 ISBN 951-0-14962-4 .
- Que vivan en la mente .(Elävän mieli).  Porvoo, Helsinki, Juva:. WSOY, 1999 ISBN 951-0-24150-4 .

## Enlaces
- Revista virtual Proyecto Patrimonio

- Datos: Q3374966
- Multimedia: Pentti Saaritsa / Q3374966